# Амалия Мария Фридерика Августа Саксонская
Принцесса Амалия (Амелия) Саксонская (нем. Maria Amalia Friederike Augusta Karolina Ludovica Josepha Aloysia Anna Nepomucena Philippina Vincentia Franziska de Paula Franziska de Chantal; 1794–1870) — немецкая писательница и композитор XIX века, старшая дочь принца Саксонского королевства Максимилиана Саксонского из династии Веттинов и его первой жены Каролины Пармской.

## Биография
Герцогиня Мария Фридерика Августа Амалия родилась 10 августа 1794 года в Германии в городе Дрездене.
В 1828 году Амалия впервые выступила на литературном поприще в качестве драматической писательницы под псевдонимом Амалия Хайтер (нем. Amalie Heiter) написав пьесу «Коронация» («нем. Die Krönungstag»), а через два года ею была написана «Mesru» . Оба этих сочинения были исполнены на сцене драмтеатра в её родном городе.
Созданная ею комедия «Lüge und Wahrheit», которая впервые была поставлена в столице Германии городе Берлине, имела большой успех, так же как и драмы и комедии: «Die Fürstenbraut», «Die Braut aus der Residenz», «Der Landwirt», «Der Oheim» и пр.
Согласно «ЭСБЕ»: «Драматические произведения герцогини Амалии отличаются нравственным содержанием, тонкостью и удачностью характеристик и обнаруживают довольно значительное знание сцены.».  Амалия Саксонская, была известна в XIX веке также как автор водевилей. Впервые произведения писательницы появились под заглавием «Originalbeiträge zur deutschen Schaubühne» (6 том., Дрезден и Лейпциг, 1836—1842).
Принцесса также выступала как автор ряда церковных песнопений. Свои музыкальные композиции принцесса писала под псевдонимом Амалия Сирена (нем. Amalie Serena). Композитор-основоположник немецкой романтической оперы Карл Мария фон Вебер находил произведения Амалии Сирены и её игру на клавесине чрезвычайно талантливой. До сих пор иногда звучит её Stabat Mater (c.1824).
Принцесса Саксонии Мария Фридерика Августа Амалия умерла 18 сентября 1870 года в Пильнице неподалёку города Дрездена.
После её кончины, в городе Лейпциге было издано полное  собрание сочинений писательницы, озаглавленное: «Dramatische Werke der Prinzessin Amalie, Herzogin zu Sachsen» (1873—1874).

## Творчество

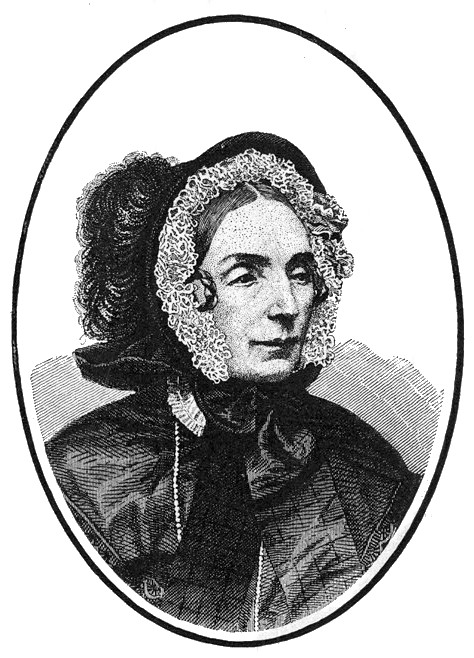
Амалия (ок. 1850 года)

### Драмы
- Die Abentheurer von Thornburg (1817)
- Mesru, König von Bactriana (1828)
- Mesru, König von Bactriana (veränderte, gekürzte Version 1829)
- Der Krönungstag (1829)
- Original-Beiträge zur deutschen Schaubühne 
  - Band I (1836): enthält die Schauspiele Lüge und Wahrheit, Die Braut aus der Residenz und Der Oheim
  - Band II (1837): Die Fürstenbraut, Der Landwirth, Der Verlobungsring
  - Band III (1838): Der Zögling, Vetter Heinrich, Der Unentschlossene
  - Band IV (1839): Der Majoratserbe, Der Pflegevater, Das Fräulein vom Lande
  - Band V (1841): Die Unbelesene, Die Stieftochter, Pflicht und Liebe
  - Band VI (1842): Capitain Firnewald, Die Heimkehr des Sohnes, Folgen einer Gartenbeleuchtung
  - Neue Folge, Band 1 (1841): Der Siegelring, Der alte Herr, Regine

### Композиции с либретто
- Am Tage unsers guten Vaters (1814)
- Una Donna (1816)
- Le Nozze funeste (1816)
- Le Tre cinture (1817)
- Il Prigioniere (1820)
- Elvira (1821)
- Elisa ed Ernesto (1823)
- La Fedeltà alla prova (1826)
- Vecchiezza e gioventù (1828)
- Il Figlio pentito (1831)
- Il Marchesino (1833)
- Die Siegesfahne (1834)
- La Casa disabitata (1835)

### Либретто
- Prinz Johann - (1814)
- Prinz Johann - Unser Fritz (1815)
- Prinz Johann - Die beyden Volonairs (1815)
- Prinz Johann - Der Husar (1815)
- Prinz Johann - Der frohe Tag (1815)
- Von Amalie und Anton am 5. May. Lieder (1815)
- E. Baron von Miltitz - Der Condottiere (1836)

### Композиции
- Der Kanonenschuß (1828) - Libretto von Prinz Johann
- Douze Variations pour le Piano Forte. Composé et dedié a S. A. R. le Prince Antoine de Saxe. par A.